# 프라탑 싱
프라탑 싱 보살레(마라티어: प्रतापसिंह भोसले, 1793년 1월 18일 – 1847년 10월 14일)는 1808년부터 1818년까지 마라타 제국을 다스린 마지막 차트라파티로, 마라타 카스트계 씨족인 보살레가 출신이다. 또한 1818년부터 1839년까지 사타라국의 라자였으며, 이후 영국에 의해 폐위되고 샤하지가 왕위를 차지하였다.

## 생애
프라탑 싱은 사타라의 샤후 2세의 장남으로 태어났으며, 마라타 제국의 창시자 차트라파티 시바지의 후손이다.
1818년 동인도 회사와 조약을 체결한 후, 그는 1818년부터 1839년까지 사타라의 라자로 통치하다가 영국에 의해 폐위되고 사타라의 샤하지가 왕위를 이어받았다. 1839년 회사에 의해 폐위된 그는 베나레스로 추방되어 생활비를 지원받았다. 그에게 충성스러운 사르다르였던 랑고 바푸지 굽테는 그를 대신해 런던에서 오랫동안 법적 싸움을 벌였으나 패소했다.
그의 동생인 아파 사헵이 사타라의 슈리만트 마하라즈 샤지 라자 차트라파티라는 칭호를 받았고, 아파 사헵은 라자 샤하지(Raja Shahaji)로 알려지게 되었다.